# Robert Bauch
Robert Alwin Leopold Bauch (* 21. März 1897 in Berlin; † 21. Juni 1957 in Greifswald) war ein deutscher Botaniker, Ökologe und Genetiker.

## Leben
Robert Bauch legte 1915 in Berlin das Abitur ab und studierte anschließend Naturwissenschaften und Medizin. An der Universität Würzburg wurde er 1921 mit einem zoologischen Thema promoviert. Anschließend wurde er Assistent am Gärungsphysiologischen Institut der Landwirtschaftlichen Hochschule Weihenstephan. 
Von dort wechselte Robert Bauch 1923 auf eine Assistentenstelle bei Hermann von Guttenberg am Botanischen Institut der Universität Rostock. In Rostock habilitierte er sich 1925. Von 1925 bis 1947 lehrte er als Professor an der Rostocker Universität. Schwerpunkte seiner Forschungstätigkeit waren pflanzenphysiologisch-ökologische und genetische Themen. In den 1930er Jahren war er ständiger wissenschaftlicher Berater der Landesstelle für Naturschutz in Schwerin. Er arbeitete hier besonders an der Einrichtung von Gewässer- und Moorschutzgebieten und erreichte die Unterschutzstellung verschiedener Moore. Mit besonderem Interesse für bedrohte und geschützte Pflanzenarten beteiligte er sich an der fotografischen Erfassung der mecklenburgischen Naturdenkmäler.
Robert Bauch unterbreitete 1946 der neuen Landesverwaltung Vorschläge zur künftigen Organisation des Naturschutzes. Am 22. Februar 1947 übernahm er den ehrenamtlichen Vorsitz der „Leitenden Naturschutzstelle für Mecklenburg-Vorpommern“, die bis zur Verwaltungsreform von 1952 bestand. Im gleichen Jahr folgte er einem Ruf an die Universität Greifswald, wo er bis zu seinem Tod das Institut für Pflanzenökologie und die Biologische Forschungsanstalt auf Hiddensee leitete. 